# Esplosimetro

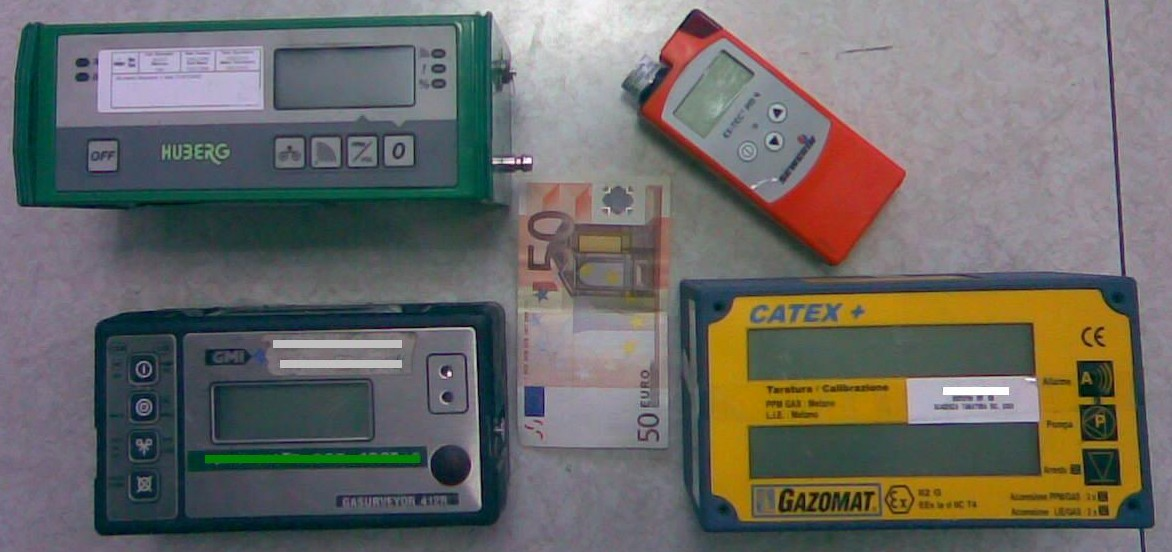
Quattro esplosimetri (uno è tascabile)

L'esplosimetro è un dispositivo che indica la concentrazione di uno o più gas  (precedentemente specificati) in un ambiente; è impiegato, principalmente, allo scopo di rilevare, ed eventualmente localizzare, fughe di gas combustibile.
Fa parte della più ampia categoria dei rivelatori di gas.
Generalmente viene progettato come  rivelatore o indicatore, piuttosto che come strumento di misura, essendo solitamente impiegato per "saggiare" zone non ben delimitate, laddove la misura di precisione ha senso se eseguita su un determinato campione (quantità definita e piccola) di gas.
Il termine deriva dall'inglese "explosimeter" (marchio registrato della MSA), con evidente riferimento a quei gas, come il metano, che divengono esplosivi in determinate concentrazioni. 

## Conformazione dello strumento
Esistono varie tipologie di esplosimetro: sotto l'aspetto esteriore possono essere portatili (a tracolla o tascabili), veicolari (montati su furgone o carrello) oppure a parete (con allarme sonoro ed eventuale telecomando di un'elettrovalvola); sotto l'aspetto del principio di funzionamento possono essere a ionizzazione di fiamma, catalitici, a laser nella regione dell'infrarosso, a semiconduttore, a fotoionizzazione, ecc. Poi si distinguono ulteriormente riguardo alla selettività verso i vari gas. 
I più comuni esplosimetri vengono usati come rivelatori di metano (soprattutto se non ancora odorizzato) o di altri gas potenzialmente esplosivi o infiammabili, al fine di prevenire infortuni in vari ambienti con insufficiente ricambio d'aria, oppure per localizzare dispersioni da gasdotti. Gli strumenti idonei a rivelare altri gas (ad es.: tossici, inerti, refrigeranti, organici) sono più genericamente detti "rivelatori di gas". In ogni caso appare ovvio che un esplosimetro deve garantire che non innescherà l'accensione dell'atmosfera in cui è immerso: per l'immissione in commercio è richiesta, pertanto,  la conformità all'ATEX. A parte alcuni modelli a laser, tutti gli esplosimetri hanno un ingresso e un'uscita del gas, che viene movimentato da un piccolo compressore interno.

## Strumenti cercafughe
Oltre alla classica scala percentuale (di metano in aria), gli esplosimetri sono provvisti di una scala ausiliaria detta LIE in italiano (Limite Inferiore di Esplosività), o LEL in inglese (Lower Explosive Limit) e di un allarme acustico, che interviene al superamento di una soglia (configurabile su tale scala). Molti esplosimetri permettono di rilevare concentrazioni assai basse di gas, essendo muniti di scala ppm (parti per milione).  
Si dividono in due principali categorie:

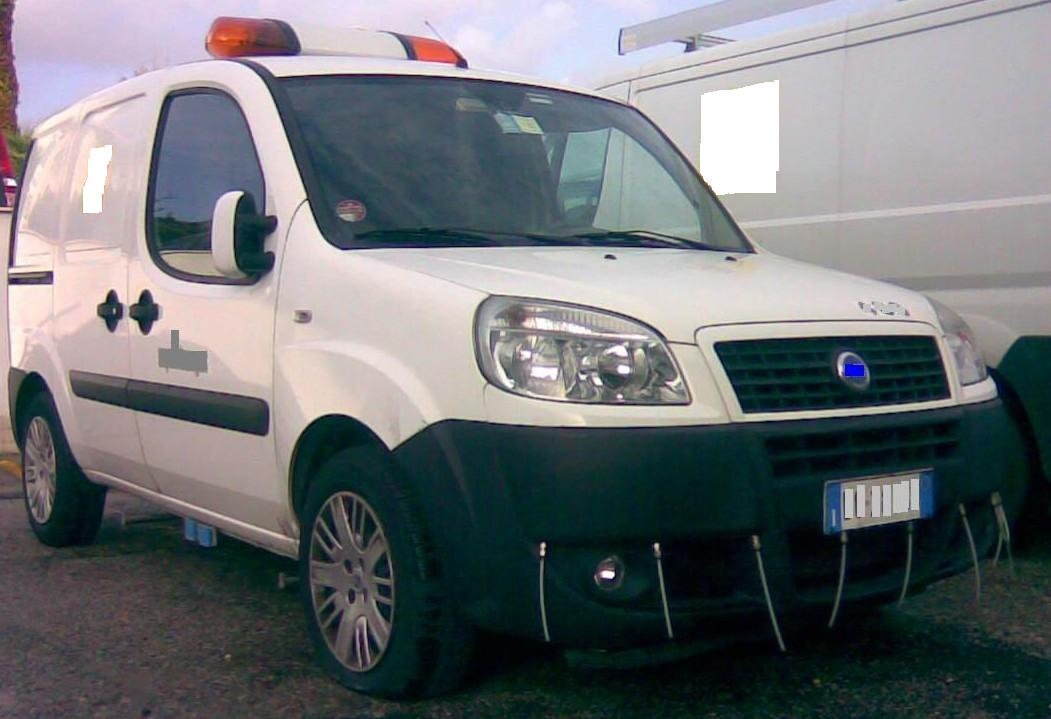
Furgone cercafughe – Sulla parte anteriore si notano le sonde di aspirazione

- Cercafughe stradali: si tratta di strumenti montati su furgoni equipaggiati opportunamente (con la cartografia della rete di tubi precaricata su un computer portatile che indica il percorso da seguire, registra le misurazioni effettuate abbinandole, eventualmente, ad informazioni di localizzazione a mezzo GPS).
- Cercafughe portatili: si tratta di strumenti di dimensioni e peso più contenuti, talvolta provvisti di tracolla. Sono talvolta usati per localizzare fughe di metano da tubazioni aeree (colonne montanti, diramazioni) o sotto traccia. Sono provvisti di alcuni accessori, quali tubicini rigidi (da infilare nel suolo previa foratura) o flessibili (per piccole cavità difficilmente raggiungibili), filtri antiacqua e antipolvere. Esistono anche cercafughe "a distanza" che, proiettando un raggio laser, rivelano fughe da punti non raggiungibili senza rischio per l'operatore o senza antieconomiche attrezzature (ad es. perché posti a notevole altezza).

## Taratura e calibrazione
Per verificarne la funzionalità si utilizzano miscele di gas campione contenute in bombole. Tali miscele, preparate con metodo gravimetrico e debitamente certificate, vengono direttamente insufflate nello strumento con adatta tubazione.